# Giuliano Santi
Giuliano Santi (Roma, 18 marzo 1952) è un doppiatore e direttore del doppiaggio italiano.

## Doppiaggio

### Film
- Eric Tsang in Infernal Affairs II - Affari sporchi, Infernal Affairs III - Affari sporchi
- Philip Seymour Hoffman in Un uomo, una donna, una pistola
- Danny Trejo in Trappola criminale
- Martin Landau in Horror - Caccia ai terrestri
- Jeff Daniels in Good Night, and Good Luck.
- Dennis Quaid in Istinti criminali
- Michael McKean in La regola della 100 miglia
- Joe Pantoliano in Gli immortali
- Ray Winstone in 13 - Se perdi... muori
- Brad Dourif in Critters 4
- Michael Wincott in Montecristo
- Dexter Fletcher in Eat Local - A cena coi vampiri
- Chuck Zito in The Weapon
- Glenn Shadix in A proposito di uomini
- Peter Mullan in Le bianche tracce della vita
- Michael Winslow in Scuola di polizia 3 - Tutto da rifare
- Mykelti Williamson in Una bionda per i Wildcats
- Ethan Phillips in Chestnut - Un eroe a quattro zampe
- Larry Miller in 6 mogli e un papà
- James Karen in Ercole a New York
- James Tolkan in Dossier Viper
- Richard Riehle in Halloween II
- Marshall Manesh in Jimmy Vestvood - Benvenuti in Amerika
- Kevin McNulty ne Il ragazzo pon pon
- Erich Anderson in Venerdì 13 - Capitolo finale
- Michael Chieffo in L.A. Confidential
- Jan Gregor Kremp in D'Artagnan
- Bill Treacher in George and the Dragon
- Gregory Fisher ne Il mercante di Venezia
- Patrick Cherry ne Il coraggio di uccidere
- Paul Perri in Manhunter - Frammenti di un omicidio
- Gary Lewis in L'uomo senza legge
- Martin Speer in Le colline hanno gli occhi
- Robert Prichard in The Toxic Avenger
- Chow Yun-Fat in A Better Tomorrow
- Jean-Claude Bouillon in Come un pesce fuor d'acqua

### Televisione
- Mike O'Malley in Glee, Welcome to the Family
- James Belushi in Attenti ai ragazzi
- Mark Harmon in Moonlighting
- Felix Silla in Buck Rogers
- Wayne Duvall in The District (st. 3-4)
- Ben Jones in Hazzard (st. 5)
- Richard Kind in Spin City (st. 1)
- Alan Rachins in L.A. Law - Avvocati a Los Angeles
- Gary Basaraba in Brooklyn South
- Bob Stephenson in Jericho
- Tony Lestingi in Sueña conmigo
- Víctor Cámara in Luisana mia
- Eric Noriega in Maria Maria
- Danny Woodburn in Beautiful
- Wolf Bachofner  ne Il commissario Rex

### Serie animate
- Becco d'Acciaio nell'episodio 10 di Darkwing Duck
- Dottor Marvin Monroe e Dottor Nick Riviera ne i Simpson (ep.4.18)
- Charlie Schumaker in The Mask
- Harold, padre di Billy in Le tenebrose avventure di Billy e Mandy
- Tenente Girodelle in Lady Oscar
- L'iguana Ignazio in Krypto the Superdog
- Morton Fizzback in Ti voglio bene Denver
- Allenatore della Thailandia in Che campioni Holly e Benji!!!
- Gherard Coldwater in Spike Team
- Morbius in Spider-Man - L'Uomo Ragno
- Carter Pewterschmidt (1^ e 3^ voce) in I Griffin
- Treek/Drakemon in Dinofroz e Dinofroz Dragon's Revenge
- Il nonno di Manny in Manny tuttofare
- Eric Buttman in Georgie
- Secondo telecronista in Mimì e le ragazze della pallavolo
- Robin in Jenny la tennista
- Sandoval in Super Drags
- Re Topone in Sopra i tetti di Venezia
- Rick in The Tom & Jerry Show[1]
- Babbo di Brend in I pirati della porta accanto
- Grande in Tweeny Witches
- Felix in Baby Felix & friends[2]
- Takamura in Sakamoto Days

### Film d'animazione
- L'iguanodonte guida in Dinosauri
- Gustle in Dragon Ball - La bella addormentata a Castel Demonio (primo doppiaggio)
- Dorodabo in Dragon Ball Z - La sfida dei guerrieri invincibili (primo doppiaggio)
- Dore in Dragon Ball Z - Il destino dei Saiyan (primo doppiaggio)
- Felix in Felix salva il Natale[3]

### Videogiochi
- Kang e voci di alcuni alieni in I Simpson - Il videogioco
- Kevin Smith in LEGO Batman 3: Gotham e oltre[4]
- Shazam in LEGO DC Super-Villains[5]